# Diane Wei Liang
Diane Wei Liang (född 1966 i ett arbetsläger) är en kinesisk författare. Hon studerade vid Pekings universitet men tvingades fly därifrån på grund av sitt samröre med studentrörelsen som ledde till massakern på Himmelska Fridens Torg 1989. Hon fortsatte sina studier i USA men är numera bosatt i London. "Jadeögat" är den första av en serie om den kvinnliga privatdetektiven Mei Wang i Peking.